# Heidi Sundal
Heidi Sundal, née le 30 octobre 1962, est une ancienne handballeuse internationale norvégienne, évoluant au poste d'arrière ou de pivot.
Avec l'équipe de Norvège, elle participe aux Jeux olympiques de 1988 et 1992 où elle remporte deux médailles d'argent. Elle est également nommée dans l'équipe type des Jeux olympiques de 1992 et du championnat du monde 1993[réf. à confirmer].
En club, elle a évolué toute sa carrière au Nordstrand IF.

## Biographie
Sundal a longtemps été détentrice du record de buts en championnat de Norvège. Lors de la saison 1987-1988, avec son club du Nordstrand IF, elle marque 21 buts en un seul match. Ce record restera pendant 22 ans jusqu'à ce qu'une femme avec le même prénom a marqué 24 buts dans la saison 2009-10, Heidi Løke.

## Palmarès

### En équipe nationale
- Jeux olympiques
  -  Médaille d'argent aux Jeux olympiques de 1988 à Séoul,  Corée du Sud
  -  Médaille d'argent aux Jeux olympiques de 1992 à Barcelone,  Espagne
- Championnats du monde
  -  Médaille de bronze au Championnat du monde 1986
  -  Médaille de bronze au Championnat du monde 1993

### En club
- Championnat de Norvège
  - Vainqueur (1) : 1988
  - Deuxième (2) : 1987, 1989
- Coupe de Norvège
  - Vainqueur (1) : 1988

### Distinctions individuelles
- Nommée à l'élection de la meilleure handballeuse mondiale de tous les temps
- Nommée à l'élection de la meilleure handballeuse mondiale de l'année en 1988 (3e) et 1994 (4e)
- Élue meilleure pivot des Jeux olympiques de 1992
- Élue meilleure pivot du championnat du monde 1993[réf. à confirmer][4]
- Meilleure buteuse du Championnat de Norvège en 1987-88 avec 184 buts

## Divers
En 1993, un timbre à son effigie a été édité en Norvège